# Triangolo (strumento musicale)
Il triangolo è  uno strumento musicale a percussione e a suono indeterminato, della famiglia degli idiofoni. 
  È costituito da una barretta di metallo, di solito acciaio per gli strumenti moderni, piegata a forma di triangolo. Uno degli angoli rimane aperto, con le estremità della barretta che non si toccano, quindi il tono dello strumento non è definito. 
Normalmente questo viene sospeso da uno degli altri angoli con un pezzo di gomma o un filo sottile di nylon, lasciandolo libero di vibrare. Di solito viene percosso con una piccola bacchetta di metallo, emettendo così un suono dal tono alto, squillante. 

Il tono può essere variato smorzando con la mano le vibrazioni con forza e in punti variabili in base all'effetto desiderato.
Le origini dello strumento non sono note, ma diversi dipinti del medioevo raffigurano lo strumento suonato da angeli: ciò fa ritenere che in qualche modo fosse utilizzato per i servizi liturgici nelle chiese in quel periodo. 

Altri dipinti lo raffigurano utilizzato da musicisti popolari.